# Navarra
Navarra (basc: Nafarroa, castellà: Navarra) és una autonomia d'Espanya amb la denominació de comunitat foral, i per tant, hom la coneix també com a Comunitat Foral de Navarra (en basc: Nafarroako Foru Komunitatea, i en castellà: Comunidad Foral de Navarra). És situada al nord de la península Ibèrica. Limita amb Iparralde a França i la Comunitat autònoma del País Basc al nord, l'Aragó a l'est, La Rioja al sud a l'oest. A més del castellà, també el basc és llengua oficial a les zones bascòfones i mixtes segons la llei foral. Durant l'edat moderna el territori va ser anomenat a vegades Alta Navarra o 'Nafarroa Garaia' per distingir-la de la Baixa Navarra o 'Nafarroa Behera' o 'Basse-Navarre', territori actualment de França.
Per la seva història política, l'organització juridico-administrativa actual de la comunitat es basa en el Millorament del Fur de 1982 que va suposar la imbricació jurídica de la tradició foral amb la constitució espanyola de 1978 per mitjà d'una disposició addicional a aquesta darrera. El seu Estatut, de fet, rep el nom de Llei de Reintegració i Amillorament del Fur de Navarra, també conegut pel seu acrònim LORAFNA.

## Toponímia
La primera constància escrita del terme Navarra data del segle ix, en l'obra Vita Karoli Magni, capítol 15 que conté la següent frase en llatí: «[…] qui apud Navarros ortus et fertilissimos Hispaniae agros secans sub Dertosae civitatis moenia Balearico mari miscetur; deinde Italiam totam», escrita per Eginard, dins la qual es descriuen les intrusions del rei franc Carlemany fins al riu Ebre. Etimològicament, el topònim probablement prové del vocable naba, d'origen preromà, potser protobasc, el significat del qual es creu és 'terra plana envoltada per muntanyes', que s'aplica perfectament a Pamplona i el territori que l'envolta. A aquest vocable s'hi afegeix el sufix -erri, que en èuscar significa 'terra' o 'poble'.

## Història
Article principal: Història de Navarra
Durant el temps de l'Imperi Romà, el nord del territori de Navarra era habitat pels vascons, una tribu preromana del sud dels Pirineus. Aquesta àrea mai no va ser completament subjugada, ni pels romans ni pels àrabs durant la conquesta d'Al-Àndalus. El 778 els navarresos van derrotar l'exèrcit franc en la batalla de Roncesvalls. El 824, Ènnec Arista va ser coronat rei de Pamplona, la qual cosa seria el fonament del Regne de Navarra. Aquest regne va assolir el seu zenit durant el regnat de Sanç III de Navarra i abastava grans porcions de territori que incloïen els territoris actuals de les comunitats de Navarra, Euskadi, La Rioja, Cantàbria i algunes regions de Castella i Lleó i Aragó. No obstant això, després de la seva mort, el regne va ser dividit entre els seus fills i mai no recuperaria aquesta esplendor.
L'exèrcit de Navarra va participar en la decisiva batalla de Las Navas de Tolosa, junt els altres regnes espanyols el 1212, després de la qual les possessions musulmanes a la península van reduir-se a un petit territori al sud-est.
La inclinació que sentien els reis navarresos per la política francesa i les negociacions per a casar el seu primogènit, Enric, príncep de Viana, amb una filla de Lluís XII de França, van ser els arguments de Ferran el Catòlic per enviar Fadrique de Toledo, duc d'Alba, a conquerir el Regne de Navarra el 1512. El 25 de juliol, Fadrique de Toledo, va ocupar Pamplona i la família reial navarresa va haver de refugiar-se a la Baixa Navarra i al Bearn. El 23 de març de l'any següent, les Corts de Navarra, amb la presència només dels beaumontesos, van proclamar Ferran el Catòlic com a "rei de Navarra". El 1515, les Corts de Castella, a Burgos i sense la presència de cap representant navarrès van annexionar l'Alta Navarra a la Corona de Castella. Malgrat les diverses batalles que es van lliurar per recuperar l'Alta Navarra i les revoltes dels habitants, els regnes de Navarra, no ho van assolir, i el territori de la Baixa Navarra va quedar separat de la resta del regne, fins a ser incorporat a França.
Tanmateix, el Regne de Navarra va aconseguir conservar molts privilegis i els seus furs després de la seva incorporació al regne de Castella, molts dels quals ha conservat fins al segle xx. De fet, és en reconeixement d'aquest furs, encara vàlids, que Navarra va accedir a la seva autonomia com a comunitat foral per mitjà d'un procés de millora, o més aviat, actualització del règim foral de Navarra que correspon a la democratització de les seves institucions forals i el seu estatus com a autonomia de l'actual Estat espanyol.

## Geografia
Navarra es troba al nord de la península Ibèrica. La seva geografia és, a pesar de la seva petita superfície, molt variada. La major part del territori navarrès és muntanyenc, dominat per la serralada Pirenaica, llevat de les planes de la vall de l'Ebre al sud.
Des del punt de vista climàtic, Navarra és una mescla d'influència muntanyenca dels Pirineus i mediterrània de la vall de l'Ebre; hi ha una diferència significativa entre el clima del nord –molt més humit i amb precipitacions freqüents– i el clima el sud –més mediterrani, amb temperatures més altes i precipitacions més esporàdiques. Per tant, es contrasten les humides valls cantàbriques del nord amb les àrides i estepàries Bardenas Reales a la vora del riu Ebre.

## Política i govern

### Els furs
Els furs navarresos, originats des de l'edat mitjana, foren un pacte entre la noblesa i el poble, transmesos de forma oral al començament i a partir del segle xiii plasmats per escrit en Fueros y Compilaciones.
El Regne de Navarra va ser conquerit per la Corona de Castella el 1512, però va mantenir el seu propi règim d'autogovern legislatiu, executiu, judicial i fiscal, conservant la seva condició de "regne" sota la figura d'un virrei. Aquest sistema era propi de Navarra i no pas una regulació imposada per Castella, com seria el cas d'altres regnes, com el Regne de Granada.
Després de la Primera guerra carlista en el conveni de Bergara, Espartero es comprometé a "proposar a les Corts la concessió o modificació dels furs", la qual cosa es va materialitzar el 25 d'octubre, 1839 amb la qual es confirmen els furs "sense prejudici de la unitat constitucional de la monarquia", i es fa efectiu amb la publicació de la Llei Paccionada de Navarra el 16 d'agost, 1841. Amb aquesta llei, Navarra deixa de ser designada com a "regne" i es converteix en província, ajustant-se a la divisió territorial d'Espanya de 1833 de Javier de Burgos. Després de la Guerra civil espanyola es van suprimir els furs de Guipúscoa i Biscaia, en ser considerades "províncies traïdores", però els furs de Navarra i Àlaba es van mantenir, ja que havien donat llur suport a la revolta.
La fi de la dictadura i la reinstauració del sistema democràtic va donar lloc a una nova constitució el 1978, en què la problemàtica foral va ser un dels elements més complicats a consensuar. La constitució atorgaria un sistema d'autogovern o autonomia a les comunitats que es formessin, però Navarra ja tenia un règim similar, encara que limitat després de 1841. Finalment, la Disposició Addicional Primera va establir que: "La constitució empara i respecta els drets històrics dels territoris forals". Els furs van ser actualitzats a la realitat autonòmica de l'Estat per mitjà de la publicació de la Reintegració i Millorament del Règim Foral de Navarra.

### Les institucions forals de Navarra

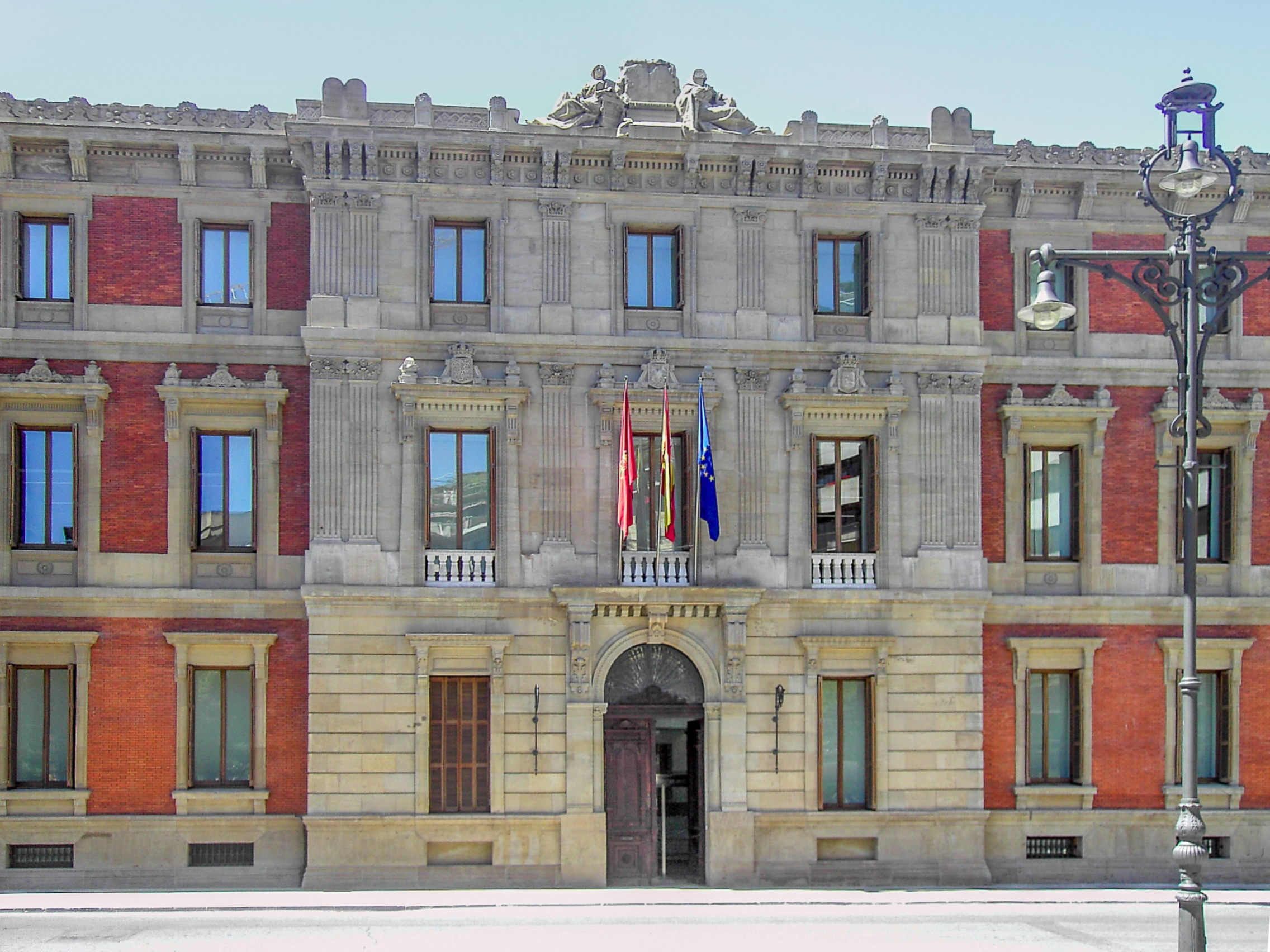
Façana del Parlament de Navarra

Les institucions forals que substitueixen l'antiga Diputació Foral de Navarra són:
- el Parlament de Navarra és l'òrgan de representació política de la comunitat foral que exerceix la potestat legislativa. És integrat per no menys de 40 i no més de 60 "parlamentaris forals" (actualment en són 50) electes per sufragi universal per mitjà de la representació proporcional per un període de quatre anys;
- el Govern de Navarra o Diputació Foral és l'òrgan col·legiat que sota la direcció del seu president, estableix la política general i l'administració de la comunitat foral. És integrat pel president, i els consellers o diputats forals. Exerceix la funció executiva reglamentària i administrativa; té facultat revisora en matèria administrativa i econòmica, prèvia a la judicial.
- el President del Govern de Navarra o de la Diputació Foral és el cap de govern de l'executiu. Ostenta la més alta representació de la comunitat foral i l'ordinària de l'Estat espanyol a Navarra. El president és elegit pel Parlament per majoria absoluta en la primera convocatòria o majoria simple en la segona. El president designa i cessa els diputats forals i dirigeix l'acció de la Diputació.

Actualment el govern és dirigit pel Partit Socialista de Navarra. La presidenta n'és María Chivite.
Com a òrgan depenent del Parlament de Navarra, però autònom per al seu funcionament intern, existeix la Cámara de Comptos, la institució fiscalitzadora de la gestió econòmica i financera del sector públic de la comunitat i assessora del parlament en qüestions econòmiques i financeres. És dirigida per un president i integrada per un secretari general i els auditors. Aquesta institució és el tribunal de comptes més antic d'Espanya, i un dels primers d'Europa. Les seves funcions són similars, però no pas iguals, als d'una institució d'Hisenda.
El Defensor del Poble de la Comunitat Foral de Navarra és la institució que, per mandat del Parlament, vetlla pel compliment dels drets fonamentals i les llibertats públiques dels ciutadans supervisant l'actuació de les administracions públiques i dels ens locals de Navarra.

### Divisions administratives

Municipis de Navarra

Navarra es divideix en merindades històriques: Estella, Olite, Pamplona, Sangüesa i Tudela. Encara que mai es va constituir com a merindad, la Baixa Navarra també es considera una merindad històrica. Aquests ens, tanmateix, no posseeixen personalitat jurídica pròpia.
Les entitats locals de l'organització territorial de Navarra són:
- Els municipis: els ens locals bàsics per a l'organització territorial de la comunitat foral. En l'actualitat n'existeixen 272.
- Els consells: són entitats locals dels municipi, amb poblacions i superfícies inferiors als municipis, amb béns propis i personalitat jurídica per a la gestió dels seus interessos.

Les entitats no territorials de l'organització administrativa de Navarra són: 
- Les mancomunitats: són entitats locals no territorials constituïdes per a l'associació de municipis per a l'execució en comú d'obres i la prestació d'alguns serveis.
- Les agrupacions de municipis: són entitats locals no territorials instituïdes per mitjà de la Llei Foral per a agrupar dos o més municipis les característiques dels quals determinen la prestació dels serveis comuns per a tots.
- Vegeu Comarques de Navarra

## Economia
Des de 1964, Navarra va iniciar un procés profund de transformació econòmica, d'una economia basada en l'agricultura i que ocupava la meitat de la població econòmicament activa a una economia equilibrada i moderna, primerament an el ràpid desenvolupament del sector industrial i més recentment dels serveis. El 2000, Valor agregat brut (VAB) de Navarra del sector industrial representava el 31,8% del VAB total, superior al 20,9% nacional.
El sector primari ocupa el 5,9% de la població navarresa. Hi ha cultius de blat de moro, cereals, fruites i gira-sols. La producció vinícola hi és important. El sector secundari és representat sobretot per petites i mitjanes empreses situades al corredor Alsasua-Pamplona-Tuleda i sobre l'eix de la Ribera de l'Ebre. També hi són presents les empreses multinacionals que han contribuït a la modernització de l'aparat productiu regional i el desenvolupament econòmic de la comunitat foral. La majoria de les plantes industrials amb nivells tecnològics elevats i amb capacitat exportadora pertanyen als dos subsectors més importants de la indústria navarresa: la indústria de l'automòbil i la indústria de la maquinària i equip. La tercera indústria més important és l'agroalimentària. Totes tres contribueixen a la meitat del valor agregat brut industrial de Navarra. El sector terciari és el més important en termes del valor agregat i encara continua transformat l'estructura econòmica de la comunitat foral. Amb respecte la resta d'Espanya, el sector terciari de l'economia navarresa representa l'1,4% del total del sector terciari espanyol.

## Demografia

### Dinàmica poblacional

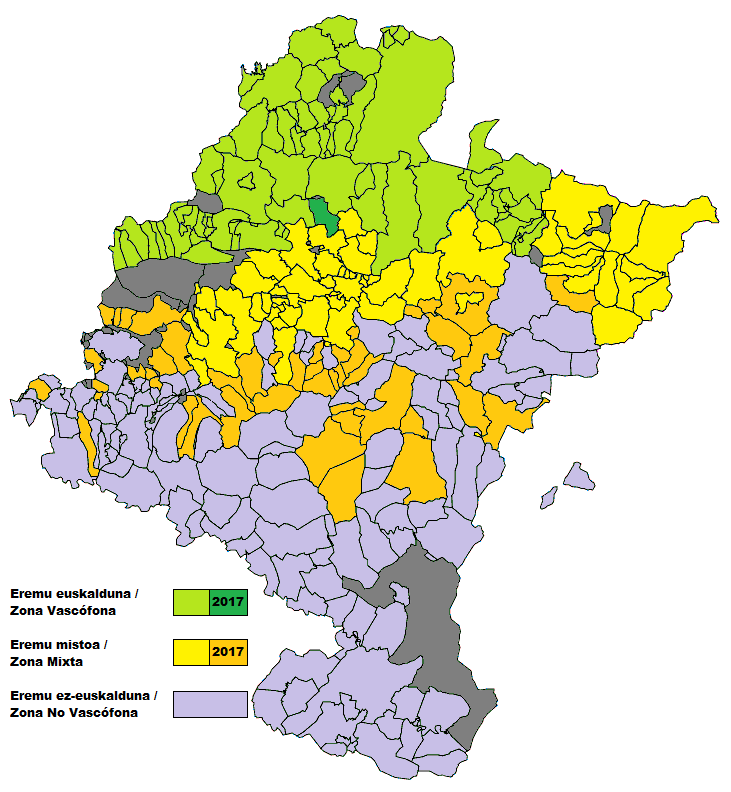
Municipis segons la zona lingüística

La població estimada de Navarra el 2010 era de 636.038 habitants, i la densitat era 55,65 habitants per quilòmetre quadrat. El creixement demogràfic, tanmateix, ha estat menor que la mitjana de l'Estat espanyol, i la densitat encara hi és baixa. El creixement de Pamplona i la seva àrea metropolitana ha produït la despoblació de territoris petits i rurals. No obstant això, el 18,5% de la població encara viu en municipis amb menys de 2.000 habitants, i el 42,3% en municipis amb menys de 20.000 habitants.

### Llengua
A Navarra s'hi parlen el castellà (93,9% de parlants nadius) i el basc (8,9% de parlants nadius). La llengua oficial de tota la Comunitat Foral de Navarra és el castellà. Tanmateix, segons la Llei foral 18/86, publicada el 15 de desembre de 1986, Navarra es divideix lingüísticament en tres zones: bascòfona (ús majoritari del basc), mixta (ús majoritari del castellà) i no bascòfona (ús únic del castellà). A la zona bascòfona, el basc hi té caràcter de llengua cooficial amb el castellà, i això suposa la regulació de la toponímia i el dret del ciutadà d'utilitzar aquesta llengua en comunicar-se amb les administracions públiques. Dels 272 municipis navarresos, 64 pertanyen a la zona bascòfona, 98 a la mixta i 110 a la no bascòfona. La varietat del castellà que s'hi parla es el castellà del País Basc Sud o el castellà de Hegoalde.

#### Navarrès
El navarrès o romanç navarrès és una varietat lingüística del navarrès-aragonès, avui extingida, parlada entre els segles X i XVII al sud de Navarra.

## Festius
El dia 3 de desembre és celebrat el Dia de Navarra, festivitat de Sant Francesc Xavier. El 7 de juliol se celebra Sant Fermí.